# Sex Drive (film)
Sex Drive is een Amerikaanse komedie uit 2008 onder regie van Sean Anders. De film is gebaseerd op de roman All The Way van Andy Behrens.

## Verhaal
De verlegen, 18-jarige Ian Lafferty leeft onder harde omstandigheden waarbij zijn oudere broer Rex en zijn jongere broer Dylan de dienst uitmaken in het huis waarin de vader aankondigt met stiefmoeder Karen te gaan trouwen. Ian wordt als verkoper van donuts voortdurend op de hielen gezeten door de manager van de donutzaak, terwijl collega Becca hem nauwelijks ziet staan. Als wandelende donut oogst de op de highschool geslaagde stumper duidelijk geen succes bij de andere sekse. De arme Ian vermaakt zich vooral met zichzelf, uiterst jaloers op de bokalen die zijn beste vriend Lance Nesbitt eenvoudig binnentikt – of aan zich voorbij laat gaan (zoals Kimberley) – en heimelijk verliefd op zijn maatje Felicia Alpine.
Tijdens een feest bij Lance – in de afwezigheid van zijn vader – stelt de gastheer Ian voor aan de blonde, perverse Lindsay, die de aandoenlijke jongen bijzonder graag van zijn maagdelijkheid wil verlossen. De gevierde avond wijzigt van sfeer wanneer Ian en Felicia elkaar bijna een kus geven en verwarring bezit neemt van de jonge zielen. Ondertussen onderneemt het ranzige duo Andy en Randy alles wat vrouwen afstoot om aan hun perverse trekken te kunnen komen.
Ian onderhoudt online contact met de overheerlijke "Ms. Tasty" om zich zekerder tegenover vrouwen op te stellen, maar na een verleidelijke uitnodiging van de hete blondine neemt hij zonder toestemming Rex' auto – een 1969 Pontiac GTO Judge – en vertrekt met Lance van het kleine Brookfield, Illinois, naar het verre Knoxville, Tennessee. Felicia springt schielijk aan boord van de rijdende rechter en brengt de jongens tot de leugen dat ze onderweg zijn naar Ian's aan kanker lijdende grootmoeder.
Bij een tankstation treffen Ian, Felicia en Lance de huilende Brandy, waarna het blonde wild bij Lance een troostende schouder vindt en hem vervolgens bedankt met een intiem privégeschenk. Tijdens het uitpakken van het cadeau wachten Ian en Felicia in het wansmakelijke bijzijn van Brandy's ouders op het einde van de heftige fuif en komt Brandy's vriend Rick de onaangename orde op ruwe wijze verstoren. Lance' avontuur eindigt naakt in het maïsveld. Na het afweren van een nogal volhardende lifter komt de rode Pontiac met pech stil te staan, waarna het drietal door de sympathieke koetsier Ezekiel uit de brand wordt geholpen. Felicia werpt haar schoenen als symbool in de bomen, maar krijgt Ian niet zover dat hij zijn schoeisel eveneens overlevert aan de smekende takken.
Jonge aanhangers van de amish, een protestantse geloofsgemeenschap, tonen het driekoppige reisgezelschap de ware betekenis van vriendschap en liefde. Het optreden van rockband Fall Out Boy geeft Ian, Felicia en Lance een andere kijk op het stijve Amish-geloof. Ian ervaart tot zijn schrik hoe zijn klassieke auto door Ezekiel en zijn vrienden rigoureus onder handen wordt genomen om een euvel te verhelpen. De sneue jongen begeeft zich later met de lekkere blondine Sandy in een erotisch lolly-onderonsje, dat zijn climax bereikt tijdens het openhartige verhaal van de zwangere Kristy, maar zelfs een opwindende dansshow van sexy danseressen kan zijn gevoelens voor Felicia niet onderdrukken. Felicia volgt de zondige daden van Ian op de voet en wenst zich soms in de voorbereiding voor de bruiloft van haar nicht Tiffany, maar lijkt geen sleutel te vinden tot de botte kop van haar beste vriend. Lance laat zijn ongelovig oog vallen op de ongelofelijke schoonheid van de gelovige Mary, die tijdens haar rumspringa – een periode in de adolescentie van sommige amish die rond de zestiende verjaardag begint en eindigt wanneer de adolescent kiest voor de doop binnen de kerk of het verlaten van de gemeenschap – weinig heeft uitgevreten, maar door hem in vuur en vlam geraakt.
Rex ontdekt dat zijn rode, rijdende rakker uit zijn garage is verdwenen en zet de achtervolging in op zijn jonge broer Ian, die zich niets heeft aangetrokken van de waarschuwing zijn geliefde wagen met rust te laten. Felicia komt achter de ware reden van de roadtrip van Ian en Lance, waarna het drietal - inclusief tijdelijke scheiding na een aanrijding van een buidelrat en een kortstondig verblijf in de gevangenis - minder spoedig in Knoxville, Tennessee, arriveert. De heerlijke "Ms. Tasty" bestaat weliswaar werkelijk, maar haar fysieke verschijning staat niet garant voor een prettige binnenkant en de blonde verleidster richt zich samen met vriend Bobby Jo op het op onrechtmatige wijze verkrijgen van exclusieve auto's. Bekenden en onbekenden ontmoeten elkaar in een chaotisch samenzijn waarin oude vetes worden begraven en nieuwe vetes ontstaan. Rex komt op verrassende wijze uit de kast, terwijl Ian en Felicia het platonische karakter van hun intense omgang eindelijk wegvegen.

## Rolverdeling
- Josh Zuckerman - Ian Lafferty
- Amanda Crew - Felicia Alpine
- Clark Duke - Lance Nesbitt
- James Marsden - Rex Lafferty
- Cole Petersen - Dylan Lafferty
- Katrina Bowden - Ms. Tasty
- Dave Sheridan - Bobby Jo
- Alice Greczyn - Mary
- Seth Green - Ezekiel
- Andrea Anders - Brandy
- Michael Cudlitz - Rick
- Susie Abromeit - Tiffany
- Charlie McDermott - Andy
- Mark L. Young - Randy
- Allison Weissman - Becca
- Ken Clement - manager donutzaak
- Caley Hayes - Sandy
- Shay Roman - Kristy
- Jessica Just - Lindsay
- Sasha Ramos - Kimberly
- Brett Rice - vader Ian
- Kim Ostrenko - Karen
- Scott Klace - vader Lance
- Josh Duarte - vader Brandy
- Marcia Koch - moeder Brandy
- David Koechner - lifter
- Jeremy McGuire - vriend Rex
- Massiel Perdomo - danseres
- Amanda Tae Alvarez - danseres
- Paula Dos Santos - danseres
- Jennifer Murdock - danseres
- Bice Grobstein - danseres
- Madeline Owens - danseres
- Stephanie Lee - danseres
- Alicea Karelix - danseres
- Kristin Liu - danseres
- Tonisha Agard - danseres
- Lianna Patrice Beckno - danseres
- Cleo King - host dansshow
- Michele Feren - dronken Amish-meisje
- Bella Salinas - fundraising-meisje
- Allen Zwolle - ranzige man
- Victoria Mallow - tante Carol
- John Ross Bowie - Clark Teddescoe
- Brian Posehn - Carney
- Dwayne Alexander Smith - Dwayne
- Marianne Muellerleile - vrouwelijke gevangene
- Santara Sidersky - vrouwelijke gevangene
- Natalia Reagan - vrouwelijke gevangene
- Giovanni Rodriguez - mannelijke gevangene
- Alan Lilly - mannelijke gevangene
- Kiki Harris - vrouwelijke agent
- Keith Hudson - mannelijke agent
- David Andrew Nash - mannelijke agent
- Darryll Scott - mannelijke agent
- Rebecca Finer - partymeisje
- Kristina Plisko - partymeisje
- Sandra Ives - naaister

## Cameo's
- Peter Wentz (Fall Out Boy)
- Joseph Trohman (Fall Out Boy)
- Patrick Stump (Fall Out Boy)
- Andrew Hurley (Fall Out Boy)